# Alexandru Vremea
Alexandru Vremea (ur. 3 listopada 1991 w Ialoveni) – mołdawski piłkarz występujący na pozycji pomocnika, reprezentant Mołdawii.

## Sukcesy
Zimbru Kiszyniów
- Puchar Mołdawii: 2013/14
- Superpuchar Mołdawii: 2014